# Орлинський сільський округ
Орли́нський сільський округ (каз. Орлы ауылдық округі, рос. Орлинский сельский округ) — адміністративна одиниця у складі Курмангазинського району Атирауської області Казахстану. Адміністративний центр — село Орли.
Населення — 2560 осіб (2021; 2311 у 2009, 2418 у 1999, 2348 у 1989).
Станом на 1989 рік існувала Калінінська сільська рада (села Камишитовий завод, Орли, селище Каспій).

## Склад
До складу округу входять такі населені пункти:
| Населений пункт | Колишні назви     | Населення, осіб (1989) | Населення, осіб (1999) | Населення, осіб (2009) | Населення, осіб (2021) |
| --------------- | ----------------- | ---------------------- | ---------------------- | ---------------------- | ---------------------- |
| Каспій, село    | -                 | 457                    | 311                    | 275                    | 172                    |
| Орли, село      | -                 | 1541                   | 1818                   | 1838                   | 2113                   |
| Шостий, село    | Камишитовий завод | 350                    | 289                    | 198                    | 275                    |